# Lebucquière
Lebucquière ist eine französische Gemeinde im Département Pas-de-Calais in der Region Hauts-de-France. Sie gehört zum Kanton Bapaume im Arrondissement Arras.

## Lage
Die Gemeinde Lebucquière liegt im Südosten der Landschaft Artois, 20 Kilometer südsüdöstlich von Arras. Nachbargemeinden von Lebucquière sind Beaumetz-lès-Cambrai im Nordosten, Vélu im Südosten, Haplincourt im Südwesten sowie Beugny im Nordwesten. 

## Bevölkerungsentwicklung
| Jahr                       | 1962 | 1968 | 1975 | 1982 | 1990 | 1999 | 2005 | 2013 | 2022 |
| -------------------------- | ---- | ---- | ---- | ---- | ---- | ---- | ---- | ---- | ---- |
| Einwohner                  | 305  | 303  | 282  | 253  | 251  | 231  | 230  | 250  | 232  |
| Quellen: Cassini und INSEE |      |      |      |      |      |      |      |      |      |

## Sehenswürdigkeiten
- Kirche Saint-'Jacques

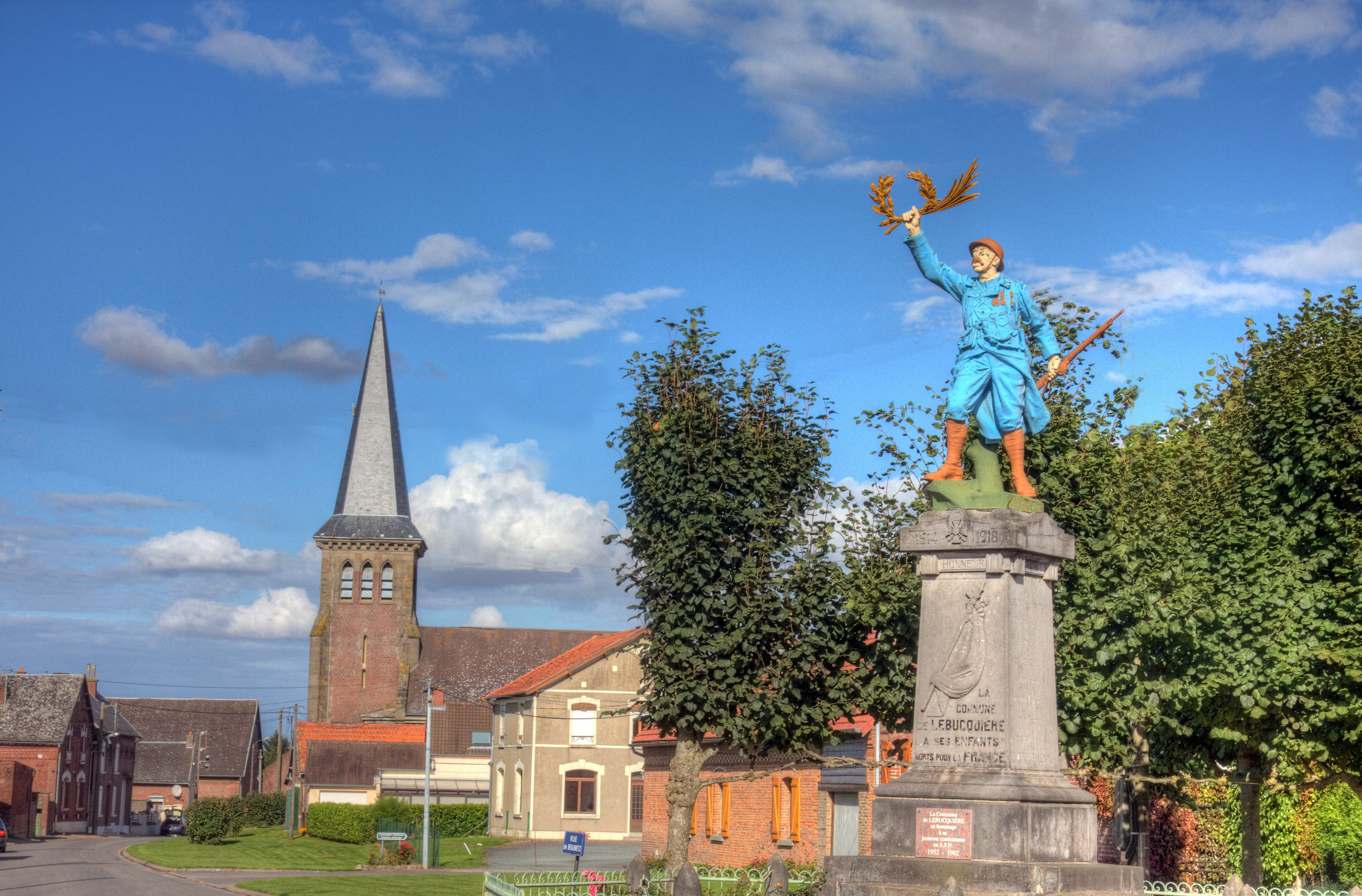
Kirche Saint-Jacques
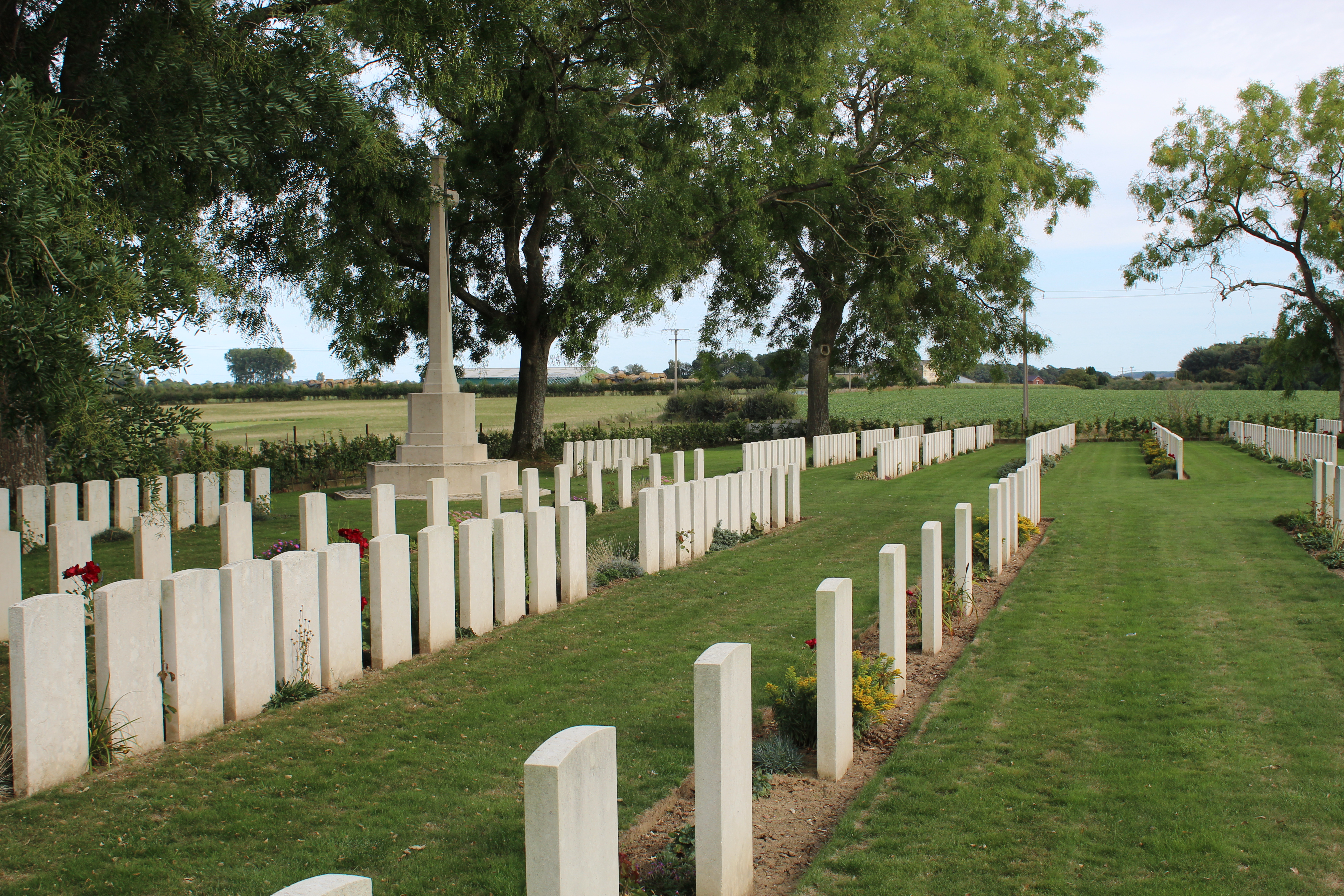
Soldatengräber auf dem Gemeindefriedhof
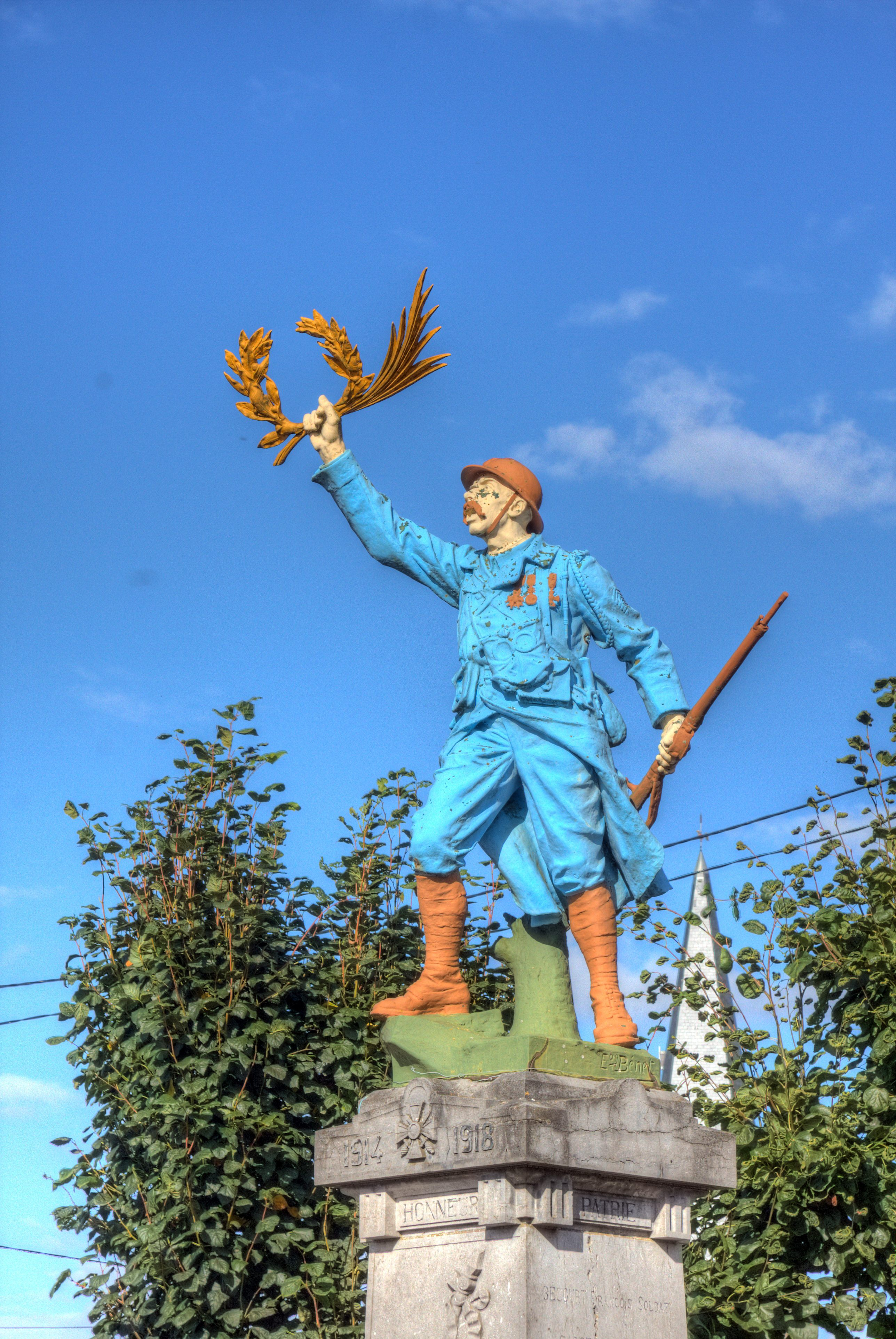
Gefallenendenkmal